# Osborne 1
L'Osborne 1 va ser el primer ordinador portàtil amb èxit comercial, produït l'abril de 1981 per l'Osborne Computer Corporation. Pesava 10,7 kg, costava 1.795 $, i va córrer el llavors popular sistema operatiu CP/M 2.2. Les seves principals deficiències van ser una pantalla petita de 5 polzades i unitats de disc d'una sola cara, densitat simple, incapaços d'emmagatzemar dades suficients per a aplicacions de negocis. El seu disseny deu molt al Xerox NoteTaker, un prototip desenvolupat al Xerox PARC el 1976.

## Especificacions tècniques
| Parts          | Especificacions                                                                             | Especificacions |
| -------------- | ------------------------------------------------------------------------------------------- | --------------- |
| UCP            | Zilog Z80 a 4,0 MHz                                                                         |                 |
| RAM            | 64 KiB (màx.)                                                                               |                 |
| ROM            | 4 KiB                                                                                       |                 |
| Teclat         | mecànic, 69 tecles                                                                          |                 |
| Monitor        | monitor monocrom endollat (5"); mode text: 52/80/104 caràcters x 24 línies; cap mode gràfic |                 |
| So             | altaveu endollat (beeper)                                                                   |                 |
| Ports          | 1 port paral·lel (IEEE 488), 1 port sèrie RS-232, port de mòdem                             |                 |
| Emmagatzematge | 2 disqueteres (5,25", 91 KiB)                                                               |                 |